# Agriotypus tangi
Agriotypus tangi är en stekelart som beskrevs av Chao 1992. Agriotypus tangi ingår i släktet Agriotypus och familjen brokparasitsteklar. Inga underarter finns listade i Catalogue of Life.